# Arius madagascariensis
Arius madagascariensis је зракоперка из реда Siluriformes. 

## Угроженост
Ова врста је наведена као последња брига, јер има широко распрострањење и честа је врста.

## Распрострањење
Врста има станиште у Мадагаскару, Мозамбику и Танзанији.

## Станиште
Станишта врсте су језера и језерски екосистеми, речни екосистеми и слатководна подручја, и морска подручја. 
Врста Arius madagascariensis је присутна на подручју острва Мадагаскар.